# Joaquín Gimeno Lahoz
Joaquín Gimeno Lahoz (ur. 6 października 1948 w La Mata de Olmos w Hiszpanii) – argentyński duchowny katolicki, biskup Comodoro Rivadavia w latach 2010–2023.

## Życiorys

### Prezbiterat
Święcenia kapłańskie otrzymał 29 czerwca 1973 i został inkardynowany do diecezji Teruel. Po rocznym stażu wikariuszowskim wyjechał jako misjonarz fidei donum do Argentyny i przez 22 lata pracował w parafiach diecezji Azul. Od 1996 pracował w diecezji Comodoro Rivadavia, gdzie pełnił funkcje m.in. wiceprzewodniczącego Caritasu oraz wikariusza generalnego.

### Episkopat
15 lipca 2010 papież Benedykt XVI biskupem diecezji Comodoro Rivadavia. Sakry biskupiej udzielił mu 15 października 2010 emerytowany biskup Orihuela-Alicante - Victorio Oliver Domingo.
19 października 2023 papież Franciszek przyjął jego rezygnację z pełnionego urzędu, złożoną ze względu na wiek. 